# Nicolas de Houssemaine
Nicolas de Houssemaine, né à Alençon à la fin du XVe siècle et mort à Angers en 1523, est un médecin, doyen de la faculté de médecine d'Angers et auteur de deux manuscrits médiévaux.

## Biographie
Nicolas de Houssemaine commença des études de médecine à la faculté de médecine de Paris en 1491. Bachelier de l'université en 1500, puis licencié en 1502, il est nommé docteur régent de la faculté de médecine d’Angers de 1506, poste qu'il occupera jusqu'à sa mort en 1523. Il fut le fondateur et bâtisseur de la première chapelle Saint-Nicolas de La Daguenière en 1518.
Nicolas de Houssemaine a été inhumé dans l’Église Sainte-Croix d'Angers, dans une chapelle pour laquelle il avait offert un vitrail le représentant au milieu des grands médecins de l’Antiquité.